# Bannes (Lot)
Bannes ist eine französische Gemeinde mit 145 Einwohnern (Stand 1. Januar 2022) im Département Lot in der Region Okzitanien (vor 2016: Midi-Pyrénées). Die Gemeinde gehört zum Arrondissement Figeac und zum Kanton Saint-Céré.
Im Namen der Gemeinde findet sich die Wurzel ban- (deutsch Punkt, Spitze) in der gallischen Sprache. Dies weist darauf hin, dass das Dorf auf einem markanten Punkt der Landschaft gegründet wurde, der spitz aufragt.
Die Einwohner werden Bannois und Bannoises genannt.

## Geographie
Bannes liegt circa 25 Kilometer nordnordwestlich von Figeac in der historischen Provinz Quercy.
Umgeben wird Bannes von den sechs Nachbargemeinden:
| Saint-Jean-Lagineste | Saint-Vincent-du-Pendit                     |                    |
| Aynac                | Kompassrose, die auf Nachbargemeinden zeigt | Saint-Paul-de-Vern |
| Leyme                | Molières                                    |                    |

Bannes liegt im Einzugsgebiet des Flusses Dordogne.
Nebenflüsse der Bave durchqueren das Gebiet der Gemeinde. Die Biarque, auch Ruisseau de Leyme genannt, bildet die natürliche Grenze zur südlichen Nachbargemeinde Molières. Der Ruisseau de Mellac und sein Nebenfluss, der Ruisseau de la Font-Gaillarde, entspringen in Bannes.

## Geschichte
Der Beschluss zur Gründung der Pfarrgemeinde wurde im Jahre 1660 getroffen, und die Kirche wurde 1664 errichtet. Es sind keinerlei Überbleibsel aus dem Mittelalter vorhanden. Allerdings berichtete Pfarrer Clary von Sarkophagen aus der merowingischer Zeit an einem Ort mit dem Flurnamen Saint-Cirq.
Im 18. Jahrhundert gab es acht Wassermühlen auf dem Gebiet der heutigen Gemeinde, die Moulin de Rey über dem Ruisseau de la Font-Gaillarde und die Moulin de Saint-Cirq, Moulin d’Embiarque, Moulin de Pesteil, Moulin de Leydet und Moulin de la Ressègue über der Biarque. Sie sind zur Herstellung von Mehl und Nussöl betrieben worden, eine war eine Walkmühle. Einige von ihnen liefen bis zur Mitte des 20. Jahrhunderts.
Gemäß königlichem Dekret wurde Bannes am 25. Juni 1843 von der Gemeinde mit dem damaligen Namen Saint-Vincent-Bannes in die Selbständigkeit ausgegliedert. Seitdem enthält der Namen zwei „n“.

## Einwohnerentwicklung
Bei der Entlassung in die Selbständigkeit lebten 640 Personen in der Gemeinde. Seitdem sank bis heute die Größe der Gemeinde bei kurzen Erholungsphasen.
| Jahr      | 1962 | 1968 | 1975 | 1982 | 1990 | 1999 | 2006 | 2011 | 2022 |
| --------- | ---- | ---- | ---- | ---- | ---- | ---- | ---- | ---- | ---- |
| Einwohner | 256  | 234  | 219  | 196  | 203  | 166  | 157  | 188  | 145  |

## Sehenswürdigkeiten
- Pfarrkirche Saint-Joseph, erbaut 1664, umgestaltet im 19. Jahrhundert. Das Altarretabel aus dem 19. Jahrhundert, der Tabernakel aus dem 17. Jahrhundert und eine Marienstatue mit Jesuskind aus dem 18. Jahrhundert sind seit dem 13. Juli 1979 als Monument historique eingeschrieben.[8]

## Wirtschaft und Infrastruktur
Bannes liegt in den Zonen AOC

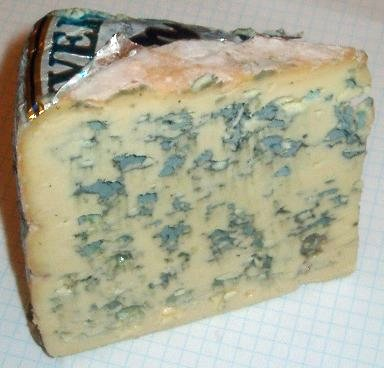
Bleu d’Auvergne

- des Bleu d’Auvergne, eines Blauschimmelkäses,
- der Noix du Périgord, der Walnüsse des Périgord und
- des Nussöls des Périgord.[9]

Die Landwirtschaft ist immer noch der wichtigste Wirtschaftsfaktor der Gemeinde, obwohl sich die Anzahl der bäuerlichen Betriebe von Jahr zu Jahr vermindert. Das Kulturland ist in gewissem Umfang wieder zu Wald geworden.

### Verkehr
Bannes ist erreichbar über die Routes départementales 19 und 48.